# Wakan Tanka
Wakan Tanka, Wakantanka, wakan tanka, wakantanka (lakota: Wakȟáŋ Tȟáŋka) –  w mitologii Indian północnoamerykańskich boska siła przenikająca świat, pierwsza istota i twórca (demiurg) wszechświata. W politeistycznej religii Siuksów Lakota określany jako Wielki Duch. Jest bytem analogicznym do istoty najwyższej spotykanej w mitach i religiach wielu innych ludów Ameryki Północnej (por. Manitu u Algonkinów).

## Charakterystyka
Jak podkreśla Russell Means wakan tanka, oznacza Wielką Tajemnicę, nie zaś Boga w ujęciu monoteistycznym.
Przed przyjęciem chrześcijaństwa mianem wakantanka określano moc lub świętość znajdującej się we wszystkim, podobnie jak ma to miejsce w panteizmie czy w animizmie. Termin wakan ('święty, tajemniczy, potężny') określać mógł każde stworzenie lub obiekt. Wakan oznaczał energię odpowiedzialną za przemiany w przyrodzie.
Nie istniał jeden Wakan Tanka, lecz była ich nieskończona liczba. Dopiero koloniści (a wśród nich zwłaszcza chrześcijańscy misjonarze), dokonując projekcji pojęć z własnej wiary, przyczynili się do antropomorfizacji siły wakan do postaci Wakan Tanka –  Wielkiego Ducha o charakterze monoteistycznym czy henoteistycznym.
Szczególnym przejawem wakantanka jest Ptak Grzmotu (ang. Thunderbird), symbolizujący grzmot.

## Pokrewne określenia
W językach siouańskich istnieją określenia synonimiczne do lakockiego Wakan Tanka lub Wakan: Wakanda w językach Omahów i Ponków, Iowa-Oto-Missouri, Kansa oraz Osedżów; Wakatakeh u Quapaw; ponadto: Mahanah w języku winnebago, Omahank w języku Mandanów i Mahomny u Tutelo.

## Mit o powstaniu świata
Według lakockiego mitu kosmogonicznego przed stworzeniem świata Wakan Tanka istniał w wielkiej pustce zwanej Han ('Ciemność'). Ponieważ czuł się samotny postanowił stworzyć dla siebie towarzyszy. Na początku Wielki Duch skupił swoją energię, tworząc potężną skałę Inyan ('Skała'), pierwszego boga. Następnie użył Inyan, aby powstała Maka ('Ziemia'), a następnie to bóstwo wykreowało Skan ('Niebo'). Skan, Wi ('Słońce'), Inyan i Maka byli czwórką potężnych i odrębnych bogów, ale stanowili też część Wakan Tanka.
Czterej pierwsi bogowie stworzyli czterech swoich towarzyszy: Księżyc, Wiatr, Spadającą Gwiazdę i Ptaka Grzmotu do pomocy w dziele stworzenia. Z kolei ci stworzyli różnych bogów i duchy, w tym Trąbę Powietrzną, Cztery Wiatry (Cztery Kierunki), Bizona, dwunożne stworzenia (ludzie i niedźwiedzie), Sicun (Myśl), Nagi (duch śmierci), Niya (tchnienie życia), a Nagila (Cień). Wszystkie te istoty były aspektami Wakan Tanka. Wspólnie stworzyli i nadzorowali wszystko, co istnieje.